# Monilinia fructigena
La Monilinia fructigena o Sclerotinia fructigena è un Ascomicete parassita degli alberi da frutto che attacca prevalentemente le pomacee, e meno frequentemente le drupacee, più frequentemente colpite da M.laxa. Colpisce quasi esclusivamente i frutti: a differenza di Monilinia laxa infatti, colpisce difficilmente le foglie e i rami. La forma ascofora teleomorfa Monilinia, i cui corpi fruttiferi sono rappresentati da apoteci, è da considerarsi molto rara, pertanto le infezioni primarie avvengono generalmente per via conidica e sono da imputarsi alla sporulazione agamica primaverile su ammassi stromatici ben adesi alla superficie delle mummie.

## Sintomi
Sui frutti, a partire dal punto di entrata del patogeno, si sviluppa un marciume deliquescente di colore bruno, sul quale successivamente si sviluppano le sporulazioni conidiche tipicamente disposte in circoli concentrici, riconoscibili da quelle grigie di Monilia laxa per il colore ocraceo. Il frutto colpito tende a disidratarsi e, con il passare del tempo, a mummificarsi; il frutto mummificato generalmente permane sui rami anche dopo la filloptosi autunnale.
La patologia, pur presentando un quadro sintomatologico diverso (i frutti si presentano anneriti e le sporulazioni sono alquanto rare), può manifestarsi anche durante il periodo di immagazzinamento dei frutti.

## Lotta
Sono da prevedere trattamenti a base di fungicidi sistemici durante il periodo estivo; i trattamenti contro la Ticchiolatura possono avere un effetto inibente verso lo sviluppo della malattia ma, nel caso in cui si assista ad una vera e propria epidemia, potrebbero mostrarsi insufficienti.  Inoltre è consigliabile, laddove sia possibile ed economicamente sostenibile, la rimozione e l'interramento dei frutti mummificati al fine di ridurre l'inoculo presente.